# Bağbaşı, Tortum
Bağbaşı là một thị trấn thuộc huyện Tortum, tỉnh Erzurum, Thổ Nhĩ Kỳ. Dân số thời điểm năm 2011 là 2.069 người.